# Brug 840
Brug 840 is een kunstwerk in Amsterdam-Zuid.
Deze vaste brug is een van de verbindingen in brugvorm tussen de Europaboulevard en het Amstelpark in de wijk Buitenveldert. Ze ligt in het verlengde van de Arent Janszoon Ernststraat. De brug is gelegen over een afwateringstocht. Ze vormt daarbij ook de hoofdingang van het park. Het park wordt ’s avonds bij schemering afgesloten; de toegang is dan ook voorzien van metalen hekwerken. Het park is alleen toegankelijk voor voetgangers, maar over de brug kunnen ook voertuigen rijden voor bijvoorbeeld onderhoud, ook nooddiensten kunnen via deze brug het park bedienen.
De brug is ontworpen door Dirk Sterenberg (gedateerd 9 december 1969), werkend voor de Dienst der Publieke Werken. Hij ontwierp een bijna geheel betonnen brug; paalfundering (65 heipalen), liggers, borstweringen, balustrades, landhoofdenen ook de bloembak zijn van beton. De hekwerken zijn van metaal; de brugleuningen en leuningen van de terrasjes zijn van hout. Opvallende details aan de brug:
- twee terrassen op de westelijke oever
- twee lichtmasten, geïntegreerd onderdeel van de brug en staande op verlengingen van de brugpijler
- een betonnen bloembak en kubistische sculpturen
- een juist ronde en geheel open kiosk op de westelijke oever
- een metalen busje aan de brugleuning.

Brug 840 werd gelijktijdig gebouwd met Brug 841, ingang aan de Amsteldijk.    

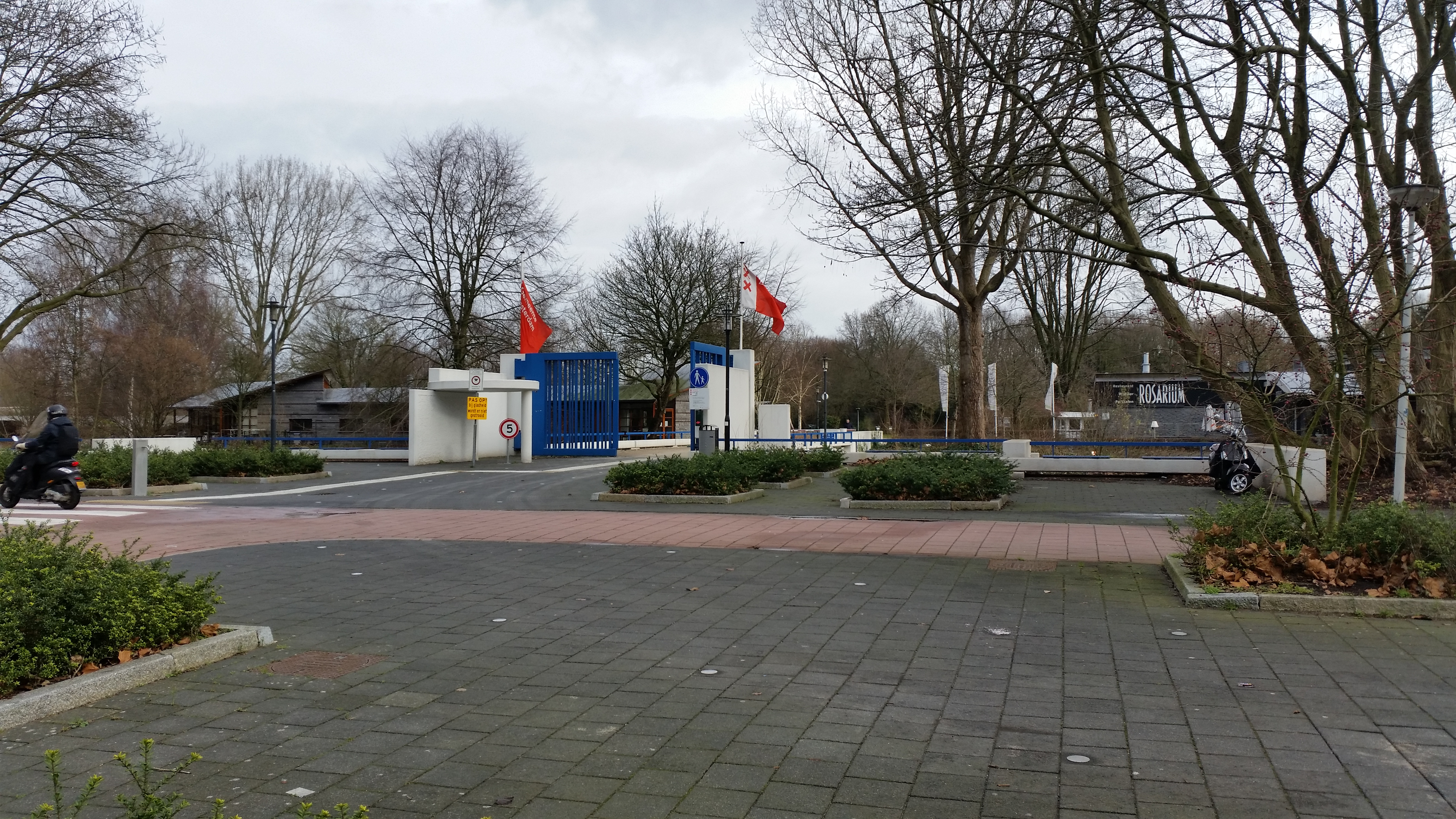
Overzicht westelijk landhoofd (januari 2019)
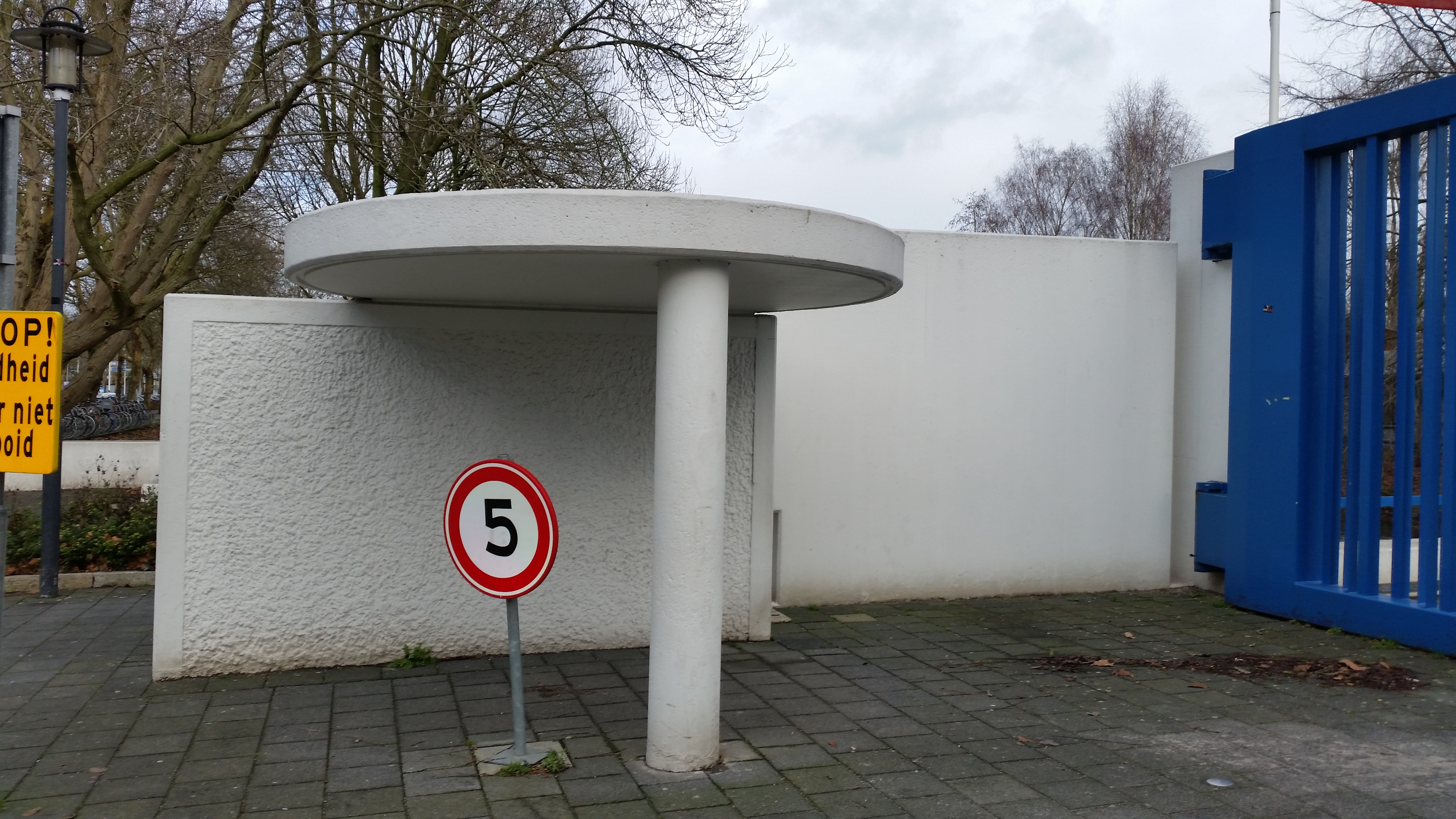
Kiosk en betonnen sculpturen (januari 2019)
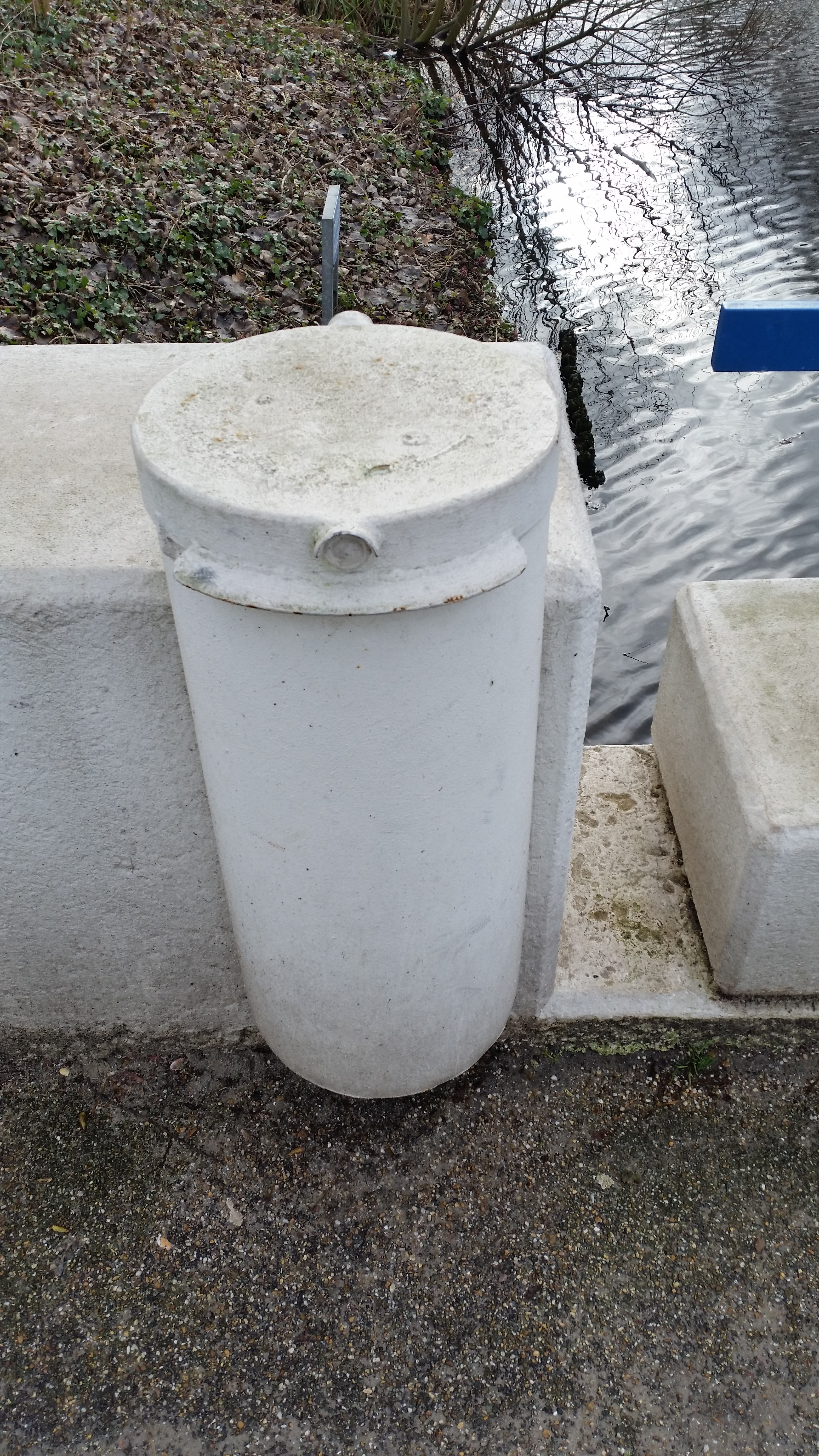
Busje aan leuning (januari 2019)

<<< · 801 · 802 · 803 · 804 · 805 · 808 · 811 · 812 · 813 · 814 · 815 · 816 · 817 · 818 · 819 · 820 · 821 · 822 · 823 · 824 · 825 · 826 · 827 · 828 · 829 · 830 · 831 · 832 · 833 · 834 · 835 · 836 · 837 · 838 · 839 · 840 · 841 · 842 · 844 · 845 · 846 · 848 · 849 · 850 ·  854 · 856 · 857 · 858 · 859 · 860 · 863 · 864 · 865 · 866 · 867 · 868 · 869 · 870 · 871 · 872 · 873 · 875 · 876 · 877 · 889 · 890 · 891 · 892 · 893 · 895 · 896 · 897 · 898 · 899 · >>>
Brugnummers 800, 806, 807, 809, 810, 843 (gesloopt, Uilenstede, Amstelveen), 847 (Uilenstede, Amstelveen) , 851 (gesloopt, Dirk Sterenberg), 852 (gesloopt, Dirk Sterenberg), 853 (gesloopt, Dirk Sterenberg), 855, 861, 862, 874, 878, 879, 880, 881, 882, 883, 884, 885, 886, 887, 888, 894 zijn niet (meer) vergeven.